# ثیدا بارا
ثیدا بارا (انگلیسی: Theda Bara؛ ‎/ˈθiːdə ˈbærə/‎ THEE-də BARR-ə؛ ۲۹ ژوئیهٔ ۱۸۸۵ – ۷ آوریل ۱۹۵۵) بازیگر اهل ایالات متحده آمریکا بود. پدر و مادر وی از یهودیان لهستان و سوییس بودند که به امریکا مهاجرت کردند. وی بین سال‌های ۱۹۰۸ تا ۱۹۲۶ میلادی فعالیت می‌کرد و در اثر سرطان معده درگذشت.
بیشتر فیلم‌هایی که او در آن‌ها نقش‌آفرینی کرده‌است، هم‌اینک جزء «فیلم‌های گم‌شده» محسوب شده و هیچ نسخه‌ای از آن‌ها باقی نمانده است.

## گزیدهٔ فیلم‌شناسی
- ۴۵ دقیقه از هالیوود (۱۹۲۶)
- مادام میستری (۱۹۲۶)
- با تمام وجود و توان (۱۹۱۷)
- رومئو و ژولیت (۱۹۱۶)
- ماجرای یک ابله (۱۹۱۵)
- کارمن (۱۹۱۵)
- گناه (۱۹۱۵)
- لکه ننگ (۱۹۱۴)